# Робот-монстр
«Робот-монстр» (англ. Robot Monster) — американский трехмерный фантастический фильм ужасов режиссёра Фила Такера, считающийся одним из худших фильмов в истории кинематографа. Согласно известной городской легенде, режиссёр фильма был настолько расстроен критикой, что пытался совершить самоубийство. Несмотря на это, фильм имел успех в кинопрокате, собрав при бюджете в 16 000$ более 1 000 000$. В 1980-е годы после показа в телепередаче Mystery Science Theater 3000, а также показа по телеканалу MTV фильм приобрел статус культового.

## Сюжет
На планете Земля были уничтожены все люди. Кроме пятерых. Или шестерых. Хотя, может даже и восьмерых. Дело в том, что инопланетный захватчик, Робо-век (Джордж Барроуз) не уверен сколько людей осталось в живых. Сам он насчитал пятерых, а вот Великий повелитель на планете Робо-век — восьмерых. Оставшиеся люди, среди которых гениальный учёный, окружили свой дом надёжной защитой из искрящихся проводов и теперь Робо-век не может их найти на своих сканерах. Мало того, их не берёт самое сильное оружие из арсенала пришельца. Итак, Робо-век в замешательстве и готовится применить физическую силу, если найдёт людей, конечно, а люди стараются выжить и сделают всё, чтобы его планы не осуществились.

## В ролях
- Джордж Барроуз — Робо-век, Великий повелитель (озвучка — Джон Браун)
- Джордж Нэйдер — Рой
- Клаудия Баррет — Элис
- Селена Ройл — Мать
- Джон Майлонг — Ученый

## Создание фильма
Фильм был снят 29-летним режиссёром Филом Такером за 4 дня со скромным, даже по меркам 1950-х годов бюджетом в 16 000 $. Основные съемки фильма прошли в Каньоне Бронсона, за исключением нескольких сцен, снятых в доме режиссёра в Лос-Анджелесе. Поскольку бюджет фильма не позволил приобрести для съемок костюм робота, Такер попросил сняться в роли Робо-века своего друга Джорджа Барроуза, имевшего костюм гориллы. Завершил формирование образа зловещего пришельца водолазный шлем, с прикрепленными к нему проволочными антеннами.